# セントバーナード郡 (ルイジアナ州)

セントバーナード郡 (セントバーナードぐん、St. Bernard Parish) はアメリカ合衆国ルイジアナ州の南東部の郡。人口は2000年現在で67,229人、郡都はChalmette。

## 地理
- 面積：4,646 km2 (1,794 mi2)
  - 陸地：1,204 km2 (465 mi2)
  - 水面積：3,441 km2 (1,329 mi2)

郡の全体面積の74.07％が水地で、ルイジアナ州全郡の中で最大の水面積がある。680mi2の小さな島々がある。

### 近接の郡、地物
- ボーニュ湖  (北)
- ミシシッピ川  (南 ＆ 西)
  - ハンコック郡 (ミシシッピ州) (water border)
  - ハリソン郡 (ミシシッピ州) (water border)
- メキシコ湾  (東)
- プラクマインズ郡  (南)
- オーリンズ郡  (西 & 北西)

## 歴史
元々カナリア諸島から1780年頃に来たスペイン人の子孫のコミュニティーがあり、プランテーションでインディゴやサトウキビを生産していた。言語学的に孤立していた為に、独自の方言（Isleños）を生み出した。
歴史物として、1815年1月8日に、ニューオーリンズの戦いがあった、シャルメット国立歴史公園（シャルメット古戦場）がある。古戦場の近くの通りの名前は戦いの主要人物達、或はジャン・ラフィットに因んで海賊に因んで名付けられている。
- 歴史物
  - "DeLaRonde プランテーション" は戦い中、イギリス軍に没収され、病院に使われた。
  - Islenos Museum； Islenos の歴史を描く
  - 1787 St. Bernard Cemetery（Terre-Aux-Boeuf Cemetery）1787年設立の墓地、カナリア諸島人 Islenos が眠る。

1919年 - 1969年、セントバーナード郡は政治家リンダー・ペレスの領地だった。
1927年のミシシッピ大洪水時、指導者達はキャナル・ストリートから13マイル下流域で、ニューオーリンズから水を出す為に堤防をダイナマイトで破壊、しかしこの行為により逆にセントバーナード、プラークミンズ両郡は広範囲に被災した。100以上の他の地点で避災の為の堤防の破壊は行われていたため不必要でもあった。ランディ・ニューマンの「ルイジアナ1927」はこの洪水を題材とした楽曲である。

## ハリケーン・カトリーナ被災とその後

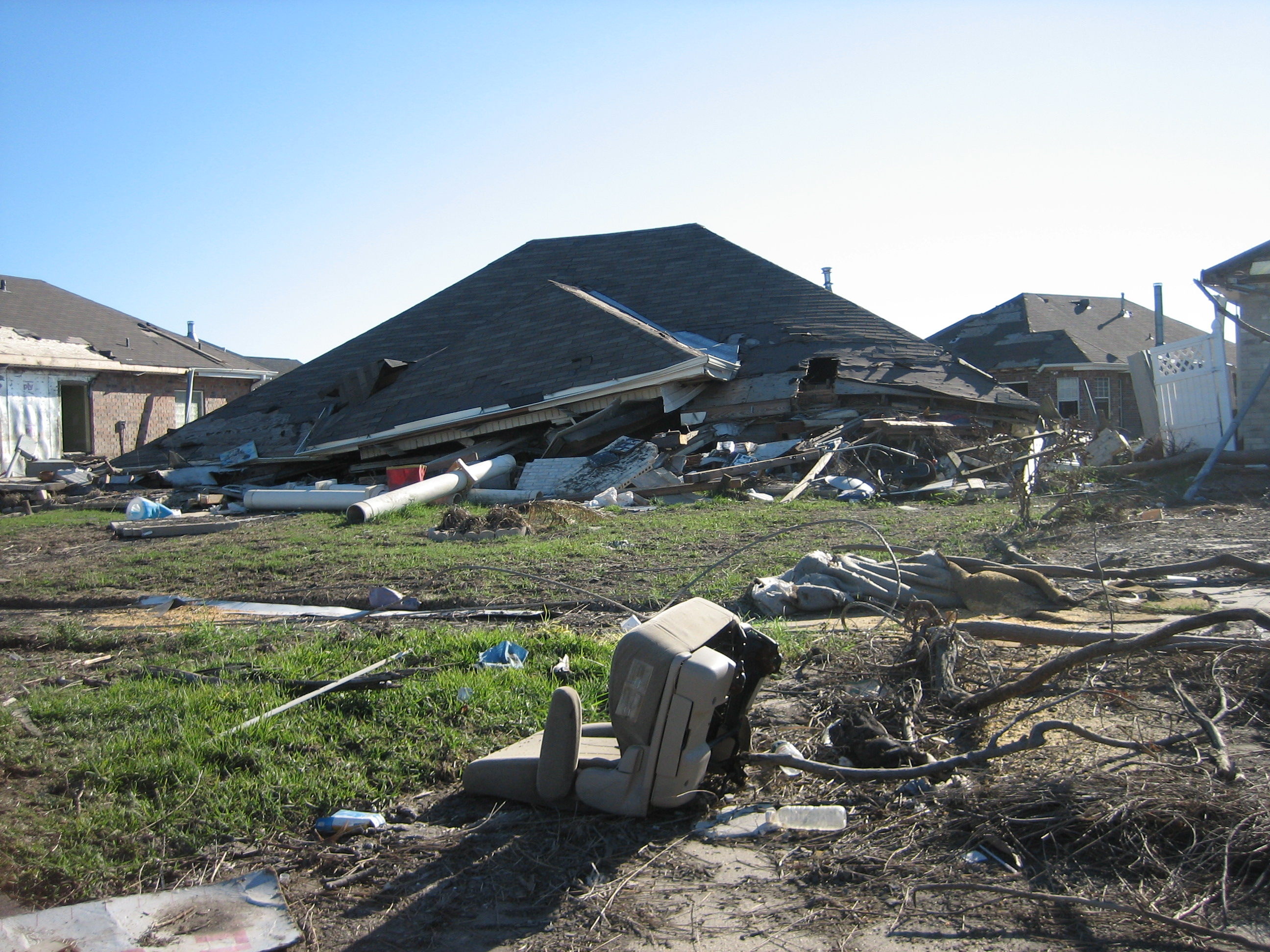
被災、倒壊した家屋

See also: Murphy Oil Spill (Chalmette, La)
2005年8月29日、セントバーナード郡はハリケーン・カトリーナにより被災。
ハリケーン・カトリーナの目（中心）は郡東部の人口が少ない地域を通過、その際に25-foot, (7.5m) の高潮がボーニュ湖と、 Mississippi River Gulf Outlet ("MRGO")に流れた。14-17 feet, 4-5m の高さの堤防は破壊され、郡内ほとんど全域は洪水、5-12 feet, 1.5-3.6m の高さで浸水した。　　通例のニューオリンズの洪水災害と違い、約15分以内で急激に水が溢れた。多くの地域で家の屋根より高い高波により家々は基礎から壊滅、破壊された。
被災後2ヶ月間以上、郡内の大部分で電気、水道、下水などの基礎設備が使えなかった。郡知事Henry "Junior" Rodriguezは郡内全ての住居が住むことが出来ない（適していない）と表明、多くの地域が完全に破壊・再建が必要と言われた。
郡の税金が無くなってしまい、人々に恐怖心を与えた。
2006年6月時点で郡内の堤防は被災前の状態に回復。
アメリカ合衆国連邦緊急事態管理庁（FEMA）は歴史的に1つの郡全体が破壊された災害はセントバーナード郡のハリケーン・カトリーナ被災が初めてであることを述べた。

## コミュニティー
- Greater New Orleans
  - Arabi
  - Chalmette
    - Versailles

  - Meraux
  - Violet

- Eastern St. Bernard
  - Caernarvon
  - Contreras
  - Delacroix
  - Hopedale
  - Kenilworth
  - Poydras
  - Reggio
  - Sebastopol
  - Shell Beach
  - Toca
  - Verret
  - Yscloskey

### 歴史的土地
- Fazendeville
- Proctorville

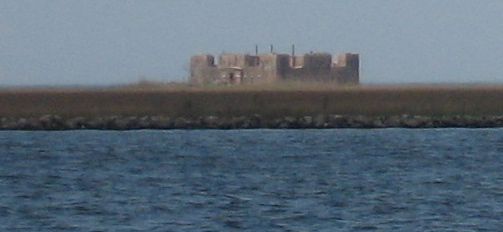
Fort Proctor

- St. Malo, セント・マロ　18世紀中期 - 20世紀初期にボーニュ湖畔に存在した小さな漁村で、1915年のニューオリンズハリケーンで破壊された。アメリカ合衆国で最初のフィリピン人の居住地で、おそらくアジア人がアメリカ合衆国に居住した最初の土地だと思われる。

## 教育
ハリケーン・カトリーナ被災により、20以上の公立学校は St. Bernard Unified School, SBUS として一時的に1つに編成された。
ニューオリンズの戦いのアメリカ軍指揮者の名が付けられた、アンドリュー・ジャクソン高校はハリケーン・カトリーナで被災、2006年 - 2007年度に小学校として再開予定。